# Paanajärvi
Paanajärvi (russisch Паанаярви, Transkription: Paanajarwi) ist ein See in der Republik Karelien im Nordwesten Russlands nahe der Grenze zu Finnland. Der See liegt im Nationalpark Paanajärvi. Er hat eine Länge von 24 km und eine maximale Breite von 1,5 km. Die maximale Tiefe beträgt 128 m. Der Oulankajoki mündet in sein Westende. Im Osten verlässt dieser als Olanga den See und fließt zum östlich gelegenen Pjaosero ab.